# Parti démocrate progressiste (Argentine)
Le Parti démocrate progressiste (en espagnol Partido Demócrata Progresista, PDP) est un parti politique argentin, positionné au centre.
Continuateur de la Ligue du sud, le PDP fut fondé en 1914 par les forces progressistes et une partie des conservateurs, sous l’impulsion principalement de son chef historique Lisandro de la Torre, dans le but de s’opposer tant au radicalisme hipolitiste qu’au vieux parti conservateur du général Roca, en prenant en compte le nouveau contexte politique créé par l’instauration en Argentine du suffrage universel. Son programme fondateur comportait un volet institutionnel (constitutionnaliser la démocratie parlementaire, décentraliser), social (logements sociaux, législation du travail, accès à la propriété de la terre pour les petits agriculteurs), économique (stimulation de l’industrie locale, protectionnisme restreint, réforme fiscale), et professait le pacifisme. 
Le parti eut un important écho dans la province de Santa Fe, plus particulièrement dans le sud de cette province et dans la ville de Rosario, son fief traditionnel, où il fit d’abord figure, tout au long de la décennie 1920, de principal parti d’opposition. Battu, face à la Concordancia, lors des élections présidentielles de 1931 convoquées au lendemain du coup d’État de 1930, il sortit cependant victorieux des élections provinciales de Santa Fe, et put livrer le gouverneur, en la personne de Molinas, qui eut ensuite le loisir de mettre en œuvre le programme du parti. En 1935, le PDP, par la bouche de De la Torre au sénat, critica vivement le pacte commercial Roca-Runciman conclu par le régime de la Décennie infâme avec la Grande-Bretagne ; l’exacerbation du débat (dit des viandes) conduisit au meurtre en plein sénat d’Enzo Bordabehere, autre figure de proue du parti, par un homme de main des conservateurs au pouvoir.
En 1945, le PDP se rallia à la coalition électorale Union démocratique constituée dans le but de mettre en échec Perón aux élections de 1946, mais en vain. Après le coup d’État de septembre 1955 et la chute de Perón, le PDP consentit à faire partie du Comité consultatif national mis sur pied par le nouveau pouvoir, puis apporta son concours à la réforme constitutionnelle de 1957. Par la suite, le PDP prit part à différents rendez-vous électoraux, toutefois sans jamais l’emporter. Après le coup d’État de 1976, des personnalités du PDP acceptèrent d’occuper des postes officiels sous la dictature, sujet ultérieur d’intenses débats internes.
La démocratie une fois rétablie en 1983, le PDP participa aux différentes confrontations électorales, souvent comme membre de coalitions, tantôt aux côtés du Parti socialiste et de l’UCR (sous la dénomination de Front progressiste, civique et social, 2006), tantôt avec le centre gauche (sous l’appellation de Coalition civique, 2007), grâce à quoi il réussit à plusieurs reprises à envoyer au parlement national un député pour le compte de son fief traditionnel, ainsi qu’à s’imposer à l’échelon local (provincial et municipal).

## Origines

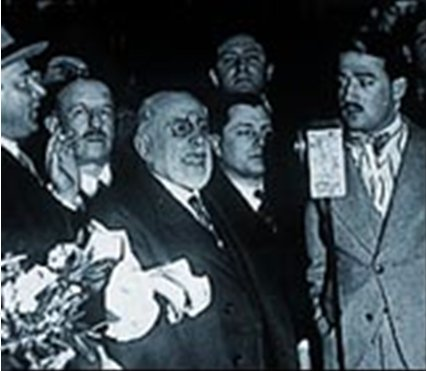
Lisandro de la Torre, fondateur du PDP, aux côtés de membres du parti.

Le Parti démocrate progressiste (PDP) trouve son origine dans la Ligue du sud (en espagnol Liga del Sur), parti régional fondé en 1908 par Lisandro de la Torre dans la province de Santa Fe. En 1912, lors de la première élection provinciale sous la nouvelle loi électorale, la Ligue du sud, si elle ne parvint pas à obtenir la majorité à Santa Fe, sut en revanche faire élire Lisandro de la Torre député national. 
Dans une perspective plus vaste, l’adoption en février 1912 de la loi Sáenz Peña (instituant le suffrage universel masculin), la fragmentation du Parti autonomiste national (PAN) conservateur, et le désir d’endiguer la vague yrigoyéniste, formaient le ressort de la tentative de convergence de la majorité des forces libérales et conservatrices du pays en vue de mettre sur pied un grand parti national, institutionnalisé, moderne et organique. 
De la Torre déclara à ce sujet :

« [...] j’ai adhéré à l’idée de former le Parti démocrate progressiste sous deux conditions expresses : premièrement, que soit organisé un parti neuf indépendant de la tradition de tout parti antérieur, éloigné autant du radicalisme hipolitiste que du vieux parti du général Roca ; deuxièmement, que ce parti « neuf » soit en outre permanent et soit porteur d’un programme explicitement démocratique. »

### Fondation et origine du nom
Aussi, en 1914, plusieurs partis provinciaux s’associèrent pour former le PDP. Le 14 décembre, à l’hôtel Savoy de Buenos Aires, se tint la réunion fondatrice, où Lisandro de la Torre, aves à ses côtés Joaquín V. González, Indalecio Gómez, Carlos Ibarguren, José María Rosa, Alejandro Carbó, Carlos Rodríguez Larreta, Mariano Demaría et d’autres, fut élu président du nouveau parti.
Au début, De la Torre souhaitait baptiser le parti Partido Progresista, cependant les autres membres, opposés à cette dénomination, convinrent qu’il incombait au Comité provisoire de résoudre le litige. Le 16 décembre, à l’issue d’un débat entre les dirigeants du parti, l’on opta pour le nom de démocrate progressiste. Selon le philosophe et essayiste Rodolfo Rivarola, l’appellation double reflétait la composition du parti : d’un côté, il y avait ceux qui croyaient à la démocratie et voulaient l’approfondir, et de l’autre, ceux qui estimaient, certes de bonne foi, que l’important étaient d’accéder au pouvoir, peu importe par quelle voie ; les premiers étaient les démocrates et les seconds les progressistes.

## Projet politique et adhésions

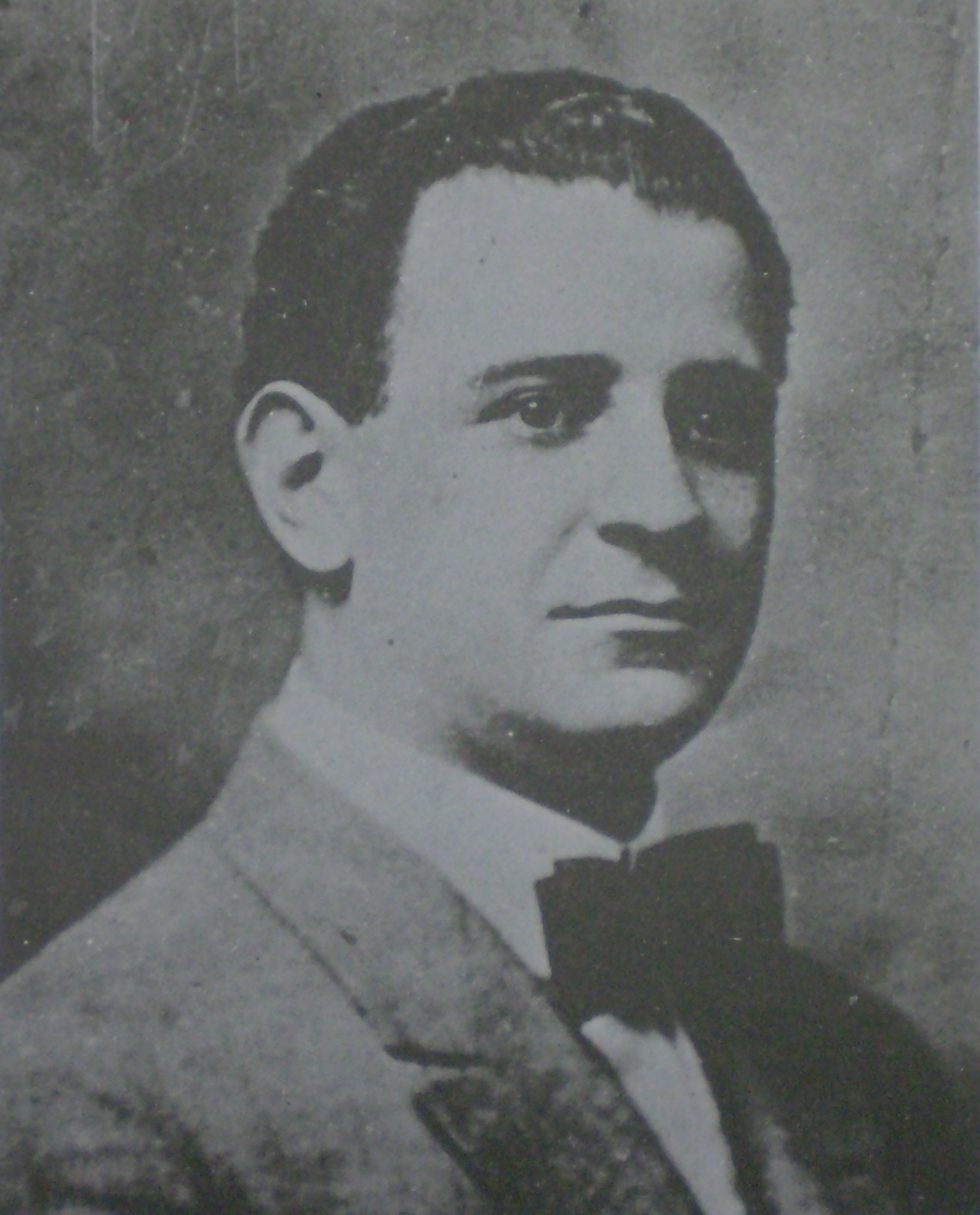
Enzo Bordabehere.

Le Parti démocrate progressiste s’efforça ensuite de façonner, pour les besoins du camp libéral et de son action, un espace politique rénové, lequel espace avait été profondément affecté par la mise en place du suffrage universel et par la fin de l’hégémonie du roquisme. Le nouveau parti regroupait une dizaine de partis provinciaux, sans toutefois l’important Parti conservateur de Buenos Aires, dirigé par Marcelino Ugarte, ni le Parti provincial de Santiago del Estero, de Victorino de la Plaza, qui refusèrent de rejoindre le PDP.

## Programme
En septembre 1915 fut publiée la plateforme du PDP, laquelle, sous la plume de Carlos Ibarguren, préconisait de consolider le régime électoral en l’inscrivant dans le texte constitutionnel, plaidait pour une plus grande autonomie des entités fédérées, et proposait de transformer en provinces les territoires nationaux. Analysant le programme, son artisan souligna que l’ambition décentralisatrice en était le plus grand mérite, mais aussi la qualité caractéristique et distinctive du parti lui-même.
Le programme énonçait notamment :

« [Le PDP] est pacifiste dans le domaine international ; autonomiste et démocratique en politique générale ; protectionniste en matière économique ; mutualiste, coopérativiste et en faveur de la sécurité sociale [previsor] au service des masses laborieuses dans le domaine de la politique sociale ; innovateur en matière de la législation juridique. Au centralisme exercé depuis la métropole par le pouvoir national, nous opposons une nette tendance décentralisatrice dans la politique, dans le gouvernement, dans l’administration, dans les municipalités, afin de développer la capacité des provinces à exercer réellement leur autonomie. »

Les points les plus marquants du programme avaient trait à l’impulsion à donner à la santé publique ; à la situation sociale et légale des travailleurs, des femmes et des enfants ; et à la plus grande participation de l’État dans le pilotage et la renforcement de l’économie ; ainsi qu’à la nécessité d’approfondir le processus (déjà amorcé) de substitution aux importations. 

### En matière sociale
Dans le domaine social, il était proposé de renforcer le rôle de l’État en matière de santé publique, ainsi que son action en faveur de l’amélioration des conditions de vie des travailleurs (construction de logements bon marché, mise en place dans toute l’Argentine d’une législation du travail ajustée aux particularités de chaque région et propre à protéger la santé et le repos du travailleur ; réglementation du travail des femmes et des mineurs ; prévention des accidents du travail et des maladies professionnelles ; réglementation sur l’hygiène dans les usines et les ateliers et sur le travail à domicile ; création de tribunaux de conciliation mixtes composés de patrons et ouvriers ; et organisation de l’assistance sociale).

### Économie
Sur le plan économique, le programme insistait sur la prise en compte de la situation actuelle de l’industrie argentine et préconisait d’encourager « l’exploitation et la transformation industrielle des produits naturels du pays, afin qu’ils puissent se substituer avec avantage à ceux similaires de l’étranger ». Il s’agissait tout à la fois de protéger le capital investi dans l’industrie et le commerce et de favoriser l’investissement de nouveaux capitaux étrangers. Les traités de commerce devaient être révisés pour « améliorer les conditions de pénétration de nos produits sur les marchés étrangers », à l’effet de quoi il était plaidé pour le développement d’une marine marchande argentine et pour une politique de stimulation des exportations. Un protectionnisme délimité n’impliquerait pas la fermeture des frontières, ni ne viserait l’autarcie, mais tâcherait au contraire d’accroître les exportations. La stimulation de nouvelles industries bénéficierait également au progrès économique des provinces de l’intérieur. Le programme prônait une législation sur le pétrole, propre à servir d’encadrement au secteur pétrolier et à défendre les intérêts qui lui sont liés. Un autre point du programme réclamait une réforme « scientifique » du régime d’imposition ; l’impôt devait se prélever « de préférence sur la richesse acquise et sur les bénéfices tirés de la production, afin d’alléger les charges pesant sur la consommation et sur les produits de première nécessité ». L’absentéisme des propriétaires serait sanctionné fiscalement. Le système bancaire devait réguler la circulation de monnaie et le change et dispenser le crédit au bénéfice du travail et de la production.

### Agriculture
En ce qui concerne l’agriculture, le PDP était partisan de l’adoption d’une loi permettant à l’État de faire acquisition de terres situées dans des zones fertiles et proches de ports et de voies de chemin de fer, à charge de les revendre ensuite par fractions à des agriculteurs sur emprunt à long terme et à bas taux d’intérêt. De plus, le programme se disait favorable à la colonisation agricole sur les terres fiscales (c’est-à-dire appartenant à l’État), au moyen de l’acquisition à terme des propriétés par les colons concernés.

### Administration et instruction publique
Pour ce qui touche au gouvernement et à l’administration, il était proposé de contenir la dépense publique et de consolider le budget, comme outil de maîtrise des recettes et des dépenses de l’État, ainsi que de réorganiser l’administration publique. Quant à l’enseignement scolaire, qui constituait un sujet central pour le PDP, celui-ci préconisait les mesures suivantes : augmentation du nombre d’écoles au-delà de la croissance de la population scolaire ; cours du soir gratuits pour les ouvriers et extension de l’enseignement professionnel pour les deux sexes ; réforme de la législation scolaire, avec réduction du centralisme et des pouvoirs du Conseil national de l’éducation et transfert des compétences en matière d’enseignement primaire aux municipalités ; loi garantissant un statut stable aux enseignants ; et transformation des instituts provinciaux des hautes études en universités nationales.

### Armée
Dans le domaine militaire, le PDP, s’étant donné pour but fondamental la préservation de la paix, proposait d’entretenir une armée et une marine de guerre en proportion aux ressources du pays et en adéquation avec sa situation géographique, et dont la base serait le service militaire obligatoire. Le cadre organique des institutions militaires serait établie par le Congrès et la doctrine militaire serait à charge d’un Conseil de la défense nationale. Le Code de justice militaire serait réformé, en accord avec le système de recrutement.

### Pouvoir judiciaire
Dans l’ordre du système judiciaire, le parti préconisait : une réforme de la législation pénale s’appuyant sur l’individualisation des peines ; la condamnation conditionnelle ; un registre des récidivistes ; la mise en liberté conditionnelle ; l’unification de la législation criminelle et correctionnelle ; l’organisation d’un tutorat pour condamnés ayant purgé leur peine ; des lois particulières pour mineurs délinquants et la création pour eux de tribunaux spéciaux ; et une loi des contraventions.

## Période 1916-1930
De 1912 jusqu’à 1930, dans la province de Santa Fe, tandis que se succédaient les gouvernements  radicaux, le PDP eut tout le loisir d’affirmer son caractère de parti d’opposition constructif, par son appréciable travail parlementaire, par son poids important dans la zone méridionale de la province (autour de Rosario) et par sa forte participation au débat politique idéologique qui caractérisait la vie politique de Santa Fe dans les premières années de la décennie 1920. 
Le PDP sut s’implanter avec vigueur dans le sud de la province de Santa Fe et dans la ville de Rosario. En 1921, le parti s’investit dans la réforme de la Constitution provinciale, s’appliquant à lui conférer une portée progressiste et à y faire inscrire la stabilité de la fonction publique, la durée maximale de la journée de travail, le salaire minimum, le logement ouvrier, le repos dominical, la promotion des colonies agraires, la limitation de la grande propriété terrienne, etc., pendant qu’au contraire la constitution fut dédaignée par le radicalisme. Dans la décennie 1920-1930 commencèrent à apparaître et à agir au sein du PDP des dirigeants tels que Mario Antelo, José Antelo, Carlos Gervasio Colombres, Vicente Pomponio, Julio Noble, Enzo Bordabehere et Luciano Molinas.

## Période 1930-1946

### L’Alliance démocrate socialiste de 1931
Après le coup d’État militaire de 1930, le PDP déclina toute participation au gouvernement militaire de José Félix Uriburu. Cependant, le PDP se présenta aux élections présidentielles de 1931, à travers une alliance électorale avec le Parti socialiste, appelée Alliance démocrate-socialiste, s’incarnant dans le binôme (fórmula) Lisandro de la Torre / Nicolás Repetto, lequel cependant fut battu, par l’effet notamment de la fraude électorale, dite fraude patriotique, du reste trait saillant de toute la période qui allait suivre. Le nouveau programme du parti, en plus de refléter la convergence avec les socialistes, ce qui se traduisit par un accent progressiste plus appuyé (comme l'atteste la revendication d’une loi permettant le divorce absolu), s’attachait aussi à prendre en considération les changements économiques et sociaux provoqués par le krach de 1929. 
La même année 1931, l’alliance PDP-PS remporta la victoire aux élections provinciales de Santa Fe, et le démocrate progressiste Luciano Molinas fut élu gouverneur provincial. Lors du même scrutin furent élus députés nationaux notamment Enzo Bordabehere, Vicente Pomponio, Julio Noble, Carlos G. Colombres, Mario Mosset Iturraspe et Gregorio Parera, et sénateurs nationaux pour Santa Fe Lisandro de la Torre et Francisco Correa.

### Gouvernorat de Santa Fe
Au terme de vingt ans dans le rôle d’opposition, les démocrates-progressistes, favorisés par l’abstention de l’électorat radical, conquirent en 1931 le gouvernorat de la province avec un programme qui était sous tous rapports en porte-à-faux avec la culture politique argentine de l’époque, et qui consistera, en substance, en la mise en œuvre de la Constitution provinciale rejetée de 1921, sorte de condensation des projets élaborés sous les auspices du réformisme libéral dans la décennie antérieure. Largement attendue par le PDP, la victoire souleva en son temps quelques interrogations, qui n’ont pas toutes été dissipées jusqu’à aujourd’hui — dont la principale, celle de savoir comment l’on avait réussi à passer de huit mille suffrages en 1928, quand personne ne semblait se soucier de réformisme, aux près de cent mille en 1931. En public, le PDP ne paraissait pas douter de la réponse : l’électorat conscient, progressiste et libéral de la province avait fini par émerger, parallèlement au déclin de l’influence exercée par l’yrigoyénisme. Cela avait été la prédiction de Luciano Molinas en 1928, alors que le parti semblait condamné à l’extinction, et en novembre 1931 — l’abstention radicale aidant — on put la croire réalisée.
Outre la restauration de la Constitution de 1921, de grandes transformations furent réalisées sous le gouvernorat de Molinas, qui allaient dans la ligne des mesures proposées dans les plateformes et programmes du PDP, dont entre autres la réforme des lois organiques, qui permirent la décentralisation de l’administration et l’autonomie de certaines institutions. Ce sont 162 lois et une centaine de projets qui furent adoptés, propres à renforcer la puissance du pouvoir législatif et à réorganiser le pouvoir judiciaire, e.a. par la création de la Cour de justice et d’une cour suprême (Jurado de Enjuiciamiento). Les maires étaient désormais élus par le peuple, et des Conseils scolaires et Conseils médicaux électifs furent mis sur pied. Le régime pénitentiaire et la loi sur les mineurs furent réformés. Les terres publiques furent préservées avec vigueur et l’on créa l’Institut expérimental de recherche agricole. Un plan intégral des travaux publics fut mis au point, par lequel de nouvelles communications routières purent être réalisées et le port de Santa Fe aménagé. Dans le domaine de la législation du travail, une loi sur le régime légal de travail (loi n°2.462) fut promulguée et la semaine anglaise instaurée. On établit un registre du commerce et de l’industrie ainsi qu’un recensement permanent des patrons et ouvriers. On procéda à une importante réduction des dépenses publiques et la dette publique fut rééchelonnée.

### Débat sur les viandeset assassinat de Bordabehere
Le réquisitoire lancé à partir de juin 1935, depuis la tribune du sénat, par Lisandro de la Torre contre le gouvernement à la suite du pacte Roca-Runciman, conclu deux ans auparavant avec le gouvernement britannique à l’effet de garantir (à des conditions défavorables pour l’Argentine) l’exportation d’un quota de viande vers le Royaume-Uni, vaudra à De la Torre le surnom de procureur de la Patrie ; il déclara notamment : « L’industrie la plus authentique du sol argentin, l’élevage, se trouve en ruines sous l’effet de deux facteurs principaux : l’action d’extorsion d’un monopole étranger, et la complicité d’un gouvernement qui tantôt la laisse faire, et tantôt la protège directement. » En mai 1935, le législateur de Santa Fe accusa de fraude et d’évasion fiscales les entreprises frigorifiques Anglo, Armour et Swift, et apporta des éléments de preuve mettant directement en cause deux ministres du président Justo : Pinedo, aux Affaires économiques, et Duhau, à l’Agriculture, et établissant clairement le traitement préférentiel dont bénéficiaient lesdites entreprises, qui en pratique ne payaient pas d’impôts et dont les comptes n’étaient jamais contrôlés, au contraire des petites et moyennes entreprises frigorifiques nationales, harcelées par de continuelles visites des inspecteurs du fisc. Le travail de dénonciation débouchera sur l’incident dit « Assassinat au sénat », lors duquel le sénateur Enzo Bordabehere fut tué en plein hémicyclique du sénat le 23 juillet 1935 par un homme de main du parti conservateur.

## Période 1946-1955
En 1945, le parti s’associa à la coalition électorale Union démocratique, qui fut constituée en vue des élections générales de février 1946, mais qui sera battue par le péronisme. Néanmoins, le PDP réussit à envoyer Mario Mosset Iturraspé au parlement comme député national.

## Période 1955-1976
Au lendemain du coup d’État civico-militaire de 1955 autodénommé Révolution libératrice, qui renversa le gouvernement de Juan Perón, le PDP accepta de faire partie du Comité consultatif national, où il fut représenté par Horacio Thedy. Aux élections de 1957 pour la formation d’une assemblée constituante appelée à réformer la Constitution, Luciano F. Molinas, José N. Antelo, Horacio R. Thedy, Camilo Muniagurria et Luis Sgrosso furent élus conventionnels constituants.
Aux élections présidentielles de 1958, le Parti démocrate progressiste se présenta à travers le binôme Luciano F. Molinas / Horacio R. Thedy. 
Lors des élections présidentielles de 1963, le PDP conclut une alliance électorale avec l’UDELPA, laquelle alliance porta comme candidat le général Pedro Eugenio Aramburu, ancien dictateur de la Révolution libératrice de 1955, flanqué d’Horacio R. Thedy en candidat à la vice-présidence. L’alliance sortit troisième du scrutin avec 17% des voix, et douze députés démocrates-progressistes furent élus pour siéger au Congrès national.
En 1971, le PDP, en la personne de Horacio R. Thedy, se joignit à la table de concertation interpartis dénommée La Hora del Pueblo, aux côtés des autres partis politiques, afin d’exiger la convocation d’élections. 
Aux élections présidentielles de 1973, le PDP s’intégra à l’Alliance populaire fédéraliste, qui prit part au scrutin par le biais du binôme Francisco Manrique / Rafael Martínez Raymonda, ce dernier démocrate-progressiste, et termina troisième avec 1 800 000 suffrages. Aux élections provinciales de Santa Fe, qui avaient lieu en même temps, la fórmula Alberto Natale / Mario Verdú obtint la deuxième place, mais fut perdant au second tour devant le duo du FREJULI emmené par Sylvestre Begnis.

## Période 1976-1983
Pendant la dictature dite Processus de réorganisation nationale, certains dirigeants du PDP consentirent à occuper des postes officiels, comme p. ex. Rafael Martínez Raymonda, désigné ambassadeur d’Argentine en Italie, et Alberto Natale, qui fut nommé maire de la ville de Rosario et remplira cet office entre 1981 et 1983. Cette compromission devait plus tard donner lieu à d’intenses débats internes au parti, opposant ceux adoptant une position critique vis-à-vis de cette participation au gouvernement militaire (secteur au sein du parti qui se désignait par latorriste et était sous la conduite de Ricardo Molinas) et ceux soutenant que cette décision avait en définitive aidé à recouvrer la démocratie.
En 1979, lorsque l’Organisation des États américains (OEA) effectua une visite en Argentine pour y examiner la situation des droits de l'homme, le Comité exécutif national du PDP émit la déclaration suivante : 

« Ce n’est pas l’heure de rouvrir des plaies incurables. En revanche, c’est le moment de refermer celles qui peuvent se suturer. La présence de l’organisme interaméricain en notre sein sera efficace s’il nous aide à prendre conscience collectivement que plus jamais la violence ne pourra s’exercer en Argentine. La paix doit se sceller dans le respect silencieux de tous nos morts et dans l’engagement absolu de clôturer définitivement cette tragique étape de la vie nationale »

— Parti démocrate progressiste
Comité exécutif national
Buenos Aires, 14 septembre 1979.

### La lignelatorriste
Dans le contexte turbulent du retour à la démocratie (1983), et au milieu de fortes discussions internes à propos de la collaboration de membres du parti avec le gouvernement militaire, un groupe critique se montrant vis-à-vis de ladite collaboration et invoquant la pensée latorriste, sans cependant obtenir en interne des résultats électoraux significatifs, finit par se séparer du parti, après quoi quelques chefs de file, tels que Ricardo Molinas et Oscar Blando, revinrent sur le devant de la scène publique en s’insérant dans d’autres formations et en s’impliquant dans des activités politiques. 
Dans sa plateforme en vue des élections internes de 1983, la Liste bleue latorriste proposa:

« […] de remettre le PDP sur la ligne combattive et fidèle aux principes, ligne dont elle n’aurait jamais dû s’écarter, de ratifier la position d’affrontement et de rejet total de toute collaboration avec le processus, de reprendre les bannières de la laïcité, de l’antimilitarisme et de l’anti-impérialisme, bases fondamentales de la doctrine du parti, ainsi que d’impulser la démocratisation de la vie interne du parti pour permettre la participation des coreligionnaires [des provinces] de l’intérieur, de la jeunesse et de la génération intermédiaire »

— Journal La Capital de Rosario, 1er juillet 1983.

## Après 1983
Dans la perspective des élections de 1983, le Parti démocrate progressiste conclut avec le Parti socialiste démocratique une alliance, qui s’incarna dans la fórmula Martínez Raymonda / René Balestra, et qui ne recueillit que 0,32% des voix, sans obtenir de représentation parlementaire.
Aux élections législatives de 1985, le PDP sut s’assurer une représentation au congrès national grâce à sa présence électorale dans la province de Santa Fe, où il émergea comme la troisième force, avec 8,5% des suffrages, et parvint à faire élire Alberto Natale comme député national. Ce score monta à 13% lors des élections législatives de 1987 dans cette même province, où un siège de député national alla à Enrique Muttis.
Aux élections générales de 1989, le PDP s’associa avec l’Union du centre démocratique (UCD) dans une coalition qui présenta comme candidat à la présidence Álvaro Alsogaray de l’UCD et à la vice-présidence Alberto Natale pour le PDP. L’alliance sortit troisième du scrutin avec 6,8% des suffrages, scrutin où furent élus députés pour le compte du PDP Alberto Natale et Rafael Martínez Raymonda. En outre, l’alliance remporta une victoire retentissante dans la ville de Santa Fe, capitale de la province homonyme, où Enrique Mutis réussit à se faire élire maire en obtenant 95 000 voix (contre 43000 pour le PJ, et 10 300 pour l’UCR), ce pourquoi il renonça à son mandat de député au profit de José María Antelo ; en conséquence, le bloc parlementaire du PDP se composait en 1989 de trois députés.
Aux élections législatives de 1991, où le PDP concourut cette fois sans alliances, Mario Verdú fut élu député pour Santa Fe. Aux élections législatives 1993, le parti sut maintenir sa représentation, Natale étant en effet réélu, mais perdit la mairie de Rosario. Cette même année, Antelo suppléa comme député à Verdú décédé, tandis qu’un autre député démocrate-progressiste, le quatrième, fit son entrée dans l’hémicycle, en la personne de Juan Carlos Varela Barrio, qui alla remplacer Federico Clérici, de l’UCD, qui venait aussi de décéder. 
En 1994, le parti participa en solo aux élections pour l’assemblée constituante, pour faire opposition au pacte d'Olivos conclu entre le Parti justicialiste et l’Union civique radicale. Furent élus Alberto Natale, Carlos Caballero Martín et Pablo Cardinale.
Aux élections présidentielles de 1995, le PDP ne présenta ni n’appuya aucun binôme de candidats, mais maintint sa présence à Santa Fe, obtenant l’élection de Carlos Caballero Martin comme député pour cette circonscription. L’engagement électoral du PDP fut maintenu en 1997, dans le dessein d’obtenir un député pour la circonscription de Santa Fe, et permit d’aboutir à la réélection de Natale.
Aux élections présidentielles de 1999, le PDP soutint le duo de candidats Fernando de la Rua / Chacho Álvarez, représentant la coalition victorieuse La Alianza, sans toutefois la rejoindre, et sut à la fois maintenir ses positions électorales à Santa Fe et s’adjuger deux sièges à la Chambre des députés, grâce à la réélection de Carlos Caballero Martín et l’intégration de Maria Emilia Biglieri.
Aux élections législatives de 2001, Natale fut de nouveau élu député national pour Santa Fe, et mit un terme à son mandat en 2005.
Aux élections présidentielles de 2003, le PDP ne présenta ni n’appuya aucun candidat, et, pour la première fois depuis 1983, échoua à enlever un mandat national. Aux élections législatives de 2005, le parti obtint à peine 3,3% des voix à Santa Fe, et derechef ne remporta pas le moindre siège.
En 2006, le PDP s’intégra dans le Front progressiste, civique et social aux côtés du Parti socialiste, de l’Union civique radicale, du Parti GEN, du Movimiento Libres del Sur et de la Coalition civique ARI, alliance qui l’emporta dans la province de Santa Fe, le socialiste Hermes Binner étant en effet élu au poste de gouverneur provincial. 
Cette même année 2006 vit se déclencher une forte discussion au sein du parti autour de la participation du PDP à la dictature militaire, mettant face à face ceux qui soutenaient que le parti eût à demander pardon pour cette compromission et ceux qui estimaient que ce fut là une décision propice à la restauration postérieure de la démocratie.
Le 11 avril 2007, conjointement avec d’autres partis du centre et de centre gauche, le PDP fonda la Coalition civique, qui permit, aux élections législatives de 2007, de faire élire député national pour la circonscription Capital Federal Luis Alberto Galvalisi, par quoi le bloc parlementaire PDP put être reconstitué.
Faisant toujours partie du Front progressiste, civique et social à Santa Fe, le PDP obtint aux élections de 2009 de faire élire comme député national pour Santa Fe Carlos Favario, qui garda son mandat jusqu’à 2013. À partir de 2012, le PDP entra en conflit avec le Front progressiste, envisageant même l’éventualité de le quitter, ce qu’il fera finalement, pour former ensuite un monobloc,.
Le 14 décembre 2014, le PDP fêta son centenaire, occasion de célébrations et de cérémonies d’hommage dans toute l’Argentine. En mars 2016, le parti eut de nouveau une représentation parlementaire en la personne d’Ana Isabel Copes, qui entra au parlement comme députée nationale pour la province de Santa Fe.